# Máriabesztercei bazilika
A Máriabesztercei bazilika, hivatalos nevén a Besztercei Szűzanya bazilikája (horvátul: Bazilika Majke Božje Bistričke) a horvátok nemzeti zarándokhelye Krapina-Zagorje megyei Máriabeszterce városának központjában, egyben legnagyobb Mária-kegyhely Horvátországban, mely központi helyet foglal el a horvát nép vallási életében.

## Fekvése
A bazilika Máriabeszterce központjában átvezető főutak csomópontjában áll.

## Története

### A kegyszobor története
A máraibesztercei nemzeti szentély története több száz évre megy vissza. A Mária-tisztelet tárgya egy 15. századi, fekete, fából faragott kegyszobor, mely egyszerű, népi származású ismeretlen fafaragómester alkotása. A hagyomány szerint a szobor eredetileg egy fakápolnában volt elhelyezve, mely a Krapina-folyó völgye és a Zlatari-mező felett, Máriabeszterce és Konjščina között emelkedő 282 méter magas Vinski vrh nevű hegyen állt. Ez a hely, ahol a kegyszobor 1499 és 1545 között volt mintegy 3 km-re található a mai máriabesztercei szentélytől.
Miután 1545. május 4. után a törökök Konjščinánál szétverték Zrínyi Miklós seregét Pál besztercei plébános az akkor már csodatevőként tisztelt szobrot Besztercére menekítette és titokban, a plébániatemplomban a kórus alatt elásta. Mivel a szobor helyét senkinek sem árulta el, titkát magával vitte a sírba. A kegyszobor tisztelői hiába kutattak utána, nem találták meg. A szobor ezután csodás körülmények között került elő újra. 1588-ban történt, hogy az esti ima idején az Üdvözlégy Mária imájának elimádkozása után a templom kórusa alól csodálatos fényesség tört elő. Másnap a helyet felnyitották és a szobrot sértetlenül emelték ki rejtekhelyéről, majd oltárra helyezték.

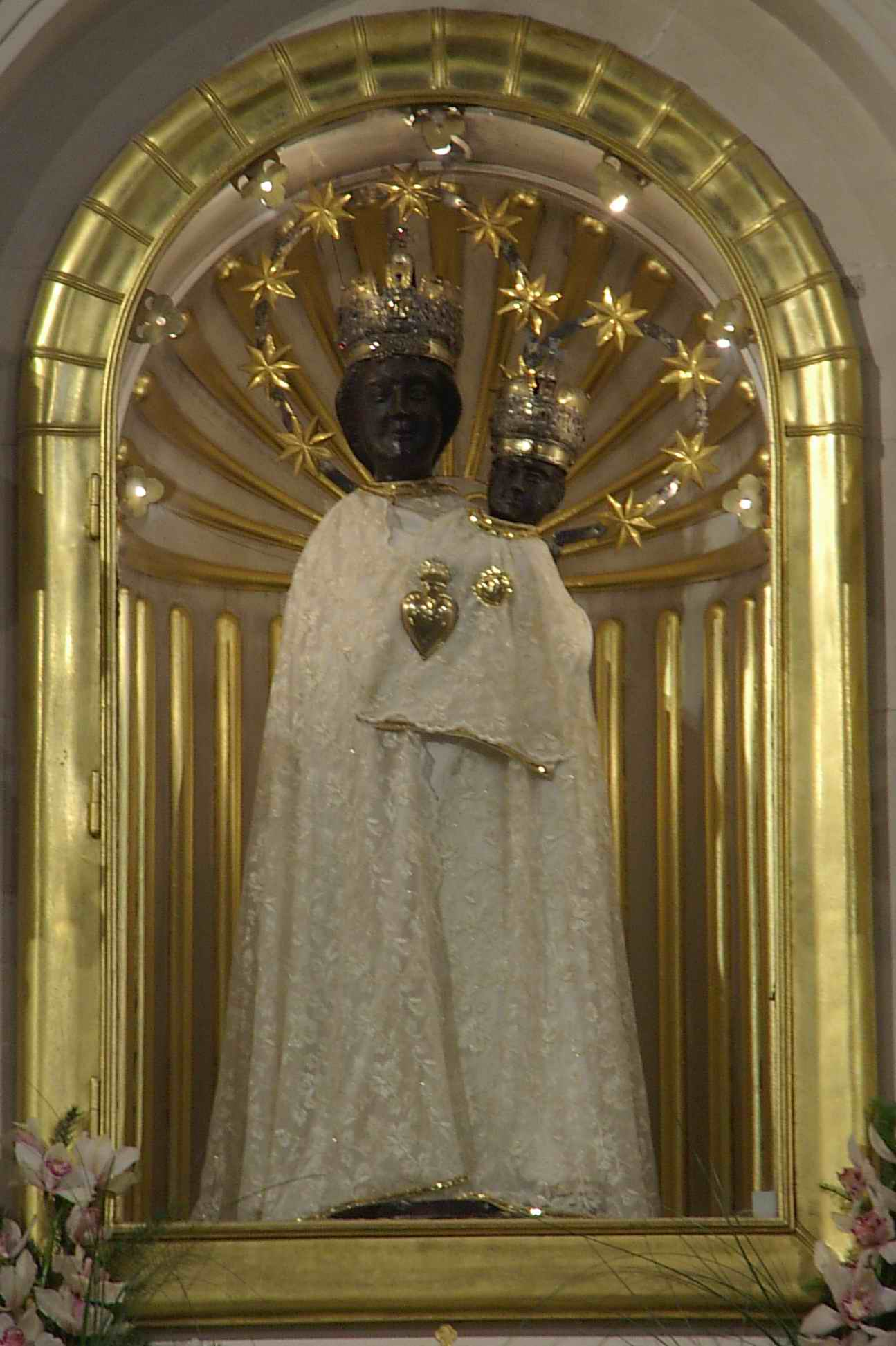
A kegyszobor

1650-ben újabb török támadás érte a környéket. A török sereg egészen a Zlatari-mezőig hatolt, így a szobrot másodszor is el kellett rejteni. Ekkor a főoltár mögötti ablakba rejtették, majd az ablakot befalazták. A falon csak egy akkora nyílást hagytak, hogy a szobor arca látható legyen. A szobor elrejtése, valamint a gyakori török támadások és parasztfelkelések miatt a zarándoklatok alaposan megfogyatkoztak. Petar Brezarić 1676 és 1679 között volt Beszterce plébánosa. Az ő idejében történt, hogy szeptember második vasárnapján egy nap alatt kétszer is megjelent neki a Szűzanya. Először délelőtt a szentbeszéd közben, amikor sötétkék öltözetű asszony képében égő gyertyával lépett a szószékhez kérve, hogy imádkozzanak látása visszanyeréséért. Délután pedig Podgrade településen, amint káplánjával együtt kocsival mentek a Malenić-kúria felé. Amikor a plébános közelebb akart menni hozzá a jelenség eltűnt. A látomásokat később úgy magyarázták, hogy Szűz Mária kérte, hogy szobrát tegyék láthatóvá ismét. Ez azonban akkor még nem történt meg. 

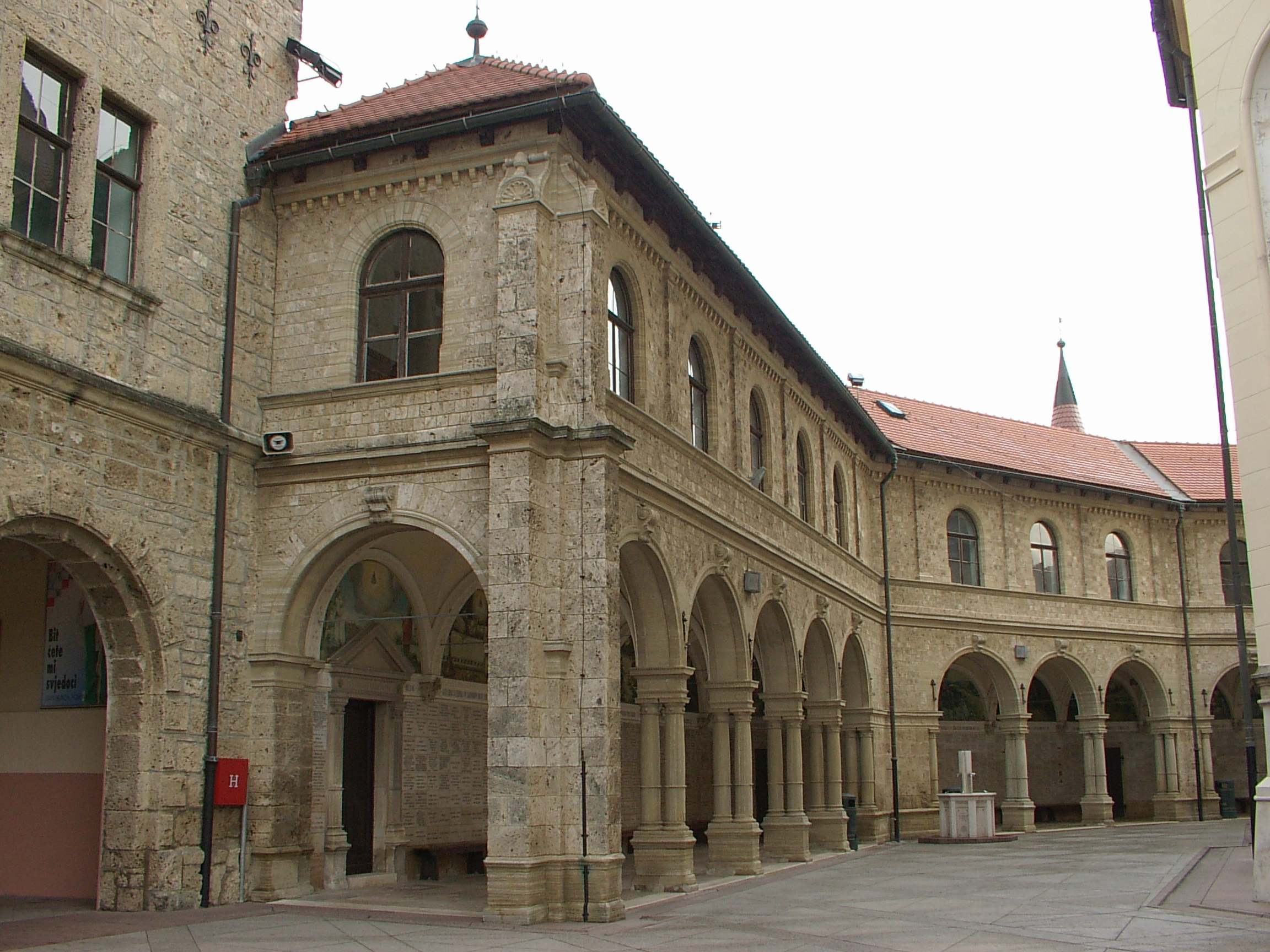
A templom körüli cinterem részlete

1684-ben az idős zágrábi püspök Borkovics Márton egy beszélgetés során kijelentette az akkori besztercei plébánosnak, hogy úgy tudja, ott tisztelik legjobban a Szűzanyát. A plébános erre zavarba jött, majd utasítást adott a kegyszobor kibontására. A szobor előkerülése után újra megszaporodtak a zarándoklatok, melyben közrejátszottak az ebben a korban pusztító halálos járványok. 1710. október 20-án az akkori pestisjárvány pusztítása után a horvát szábor fogadalmat tett, hogy a besztercei plébánia Szent Péter és Pál templomában új főoltárt emeltetnek a Boldogságos Szűzanya tiszteletére. A fogadalmat 1715-ben váltották valóra, amikor a szábor saját költségén oltárt emeltetett, melyre a Szűzanya kegyszobrát helyeztette. A kegyhely jobb megközelítése érdekében 1721-ben a szábor Kašinától Lazon át Besztercéig új utat építtetett, 1753-ban pedig a Zágrábból Besztercéig menő teljes utat felújították. A Boldogságos Szűzanya oltára azonban csak 1791-ig állt a templomban, ekkor ugyanis ismeretlen okból eltávolították.

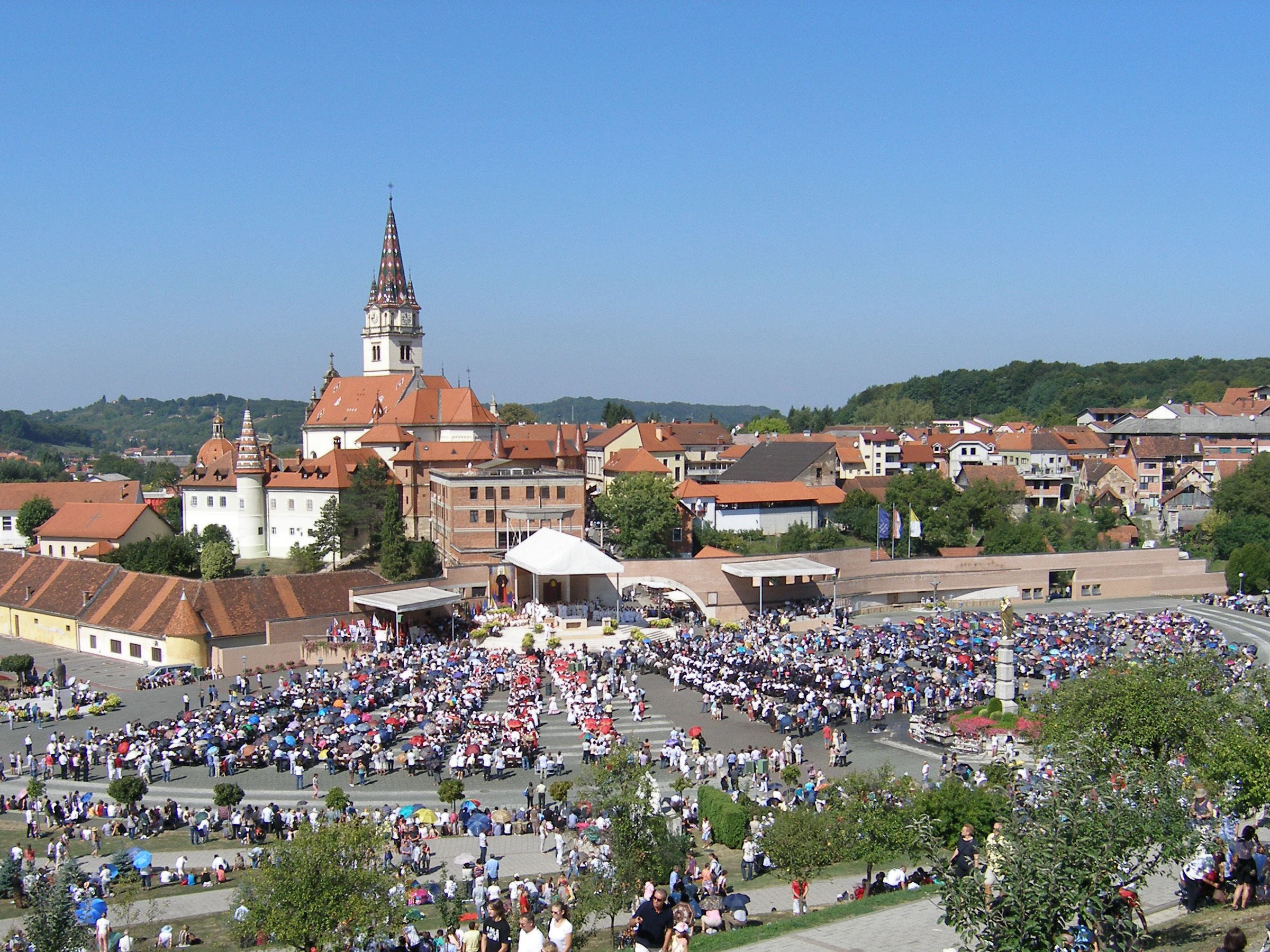
A bazilika környéke búcsú idején

### A kegytemplom építése
A régi plébániatemplomot a 18. század elején kibővítették és barokk stílusban építették át. Felszentelését 1731. július 13-án Juraj Branjug zágrábi püspök végezte. A felszentelés alkalmából a templom titulusát, mely addig Szent Péter és Pál apostol tiszteletére volt szentelve Havas Boldogasszonyra változtatták. Ezzel egyidejűleg a szábor határozata alapján Bistrica (Beszterce) hivatalos nevét Marija Bistricára (Máriabeszterce) módosították.  A korabeli egyházlátogatások iratai szerint a templomot teljes egészében barokk falfestmények díszítették. A szobrokkal díszített főoltár mellett a barokk mellékoltárok, a szószék, a keresztelőmedence és az orgona is újonnan épült. 
A besztercei plébánosok azelőtt faházban laktak. Az új, falazott plébániát, mely a mai épület nyugati szárnya 1726-ban építtette Ivan Radić plébános. A faház helyén 1748-ban Pavao Gojmerec új épületet, (a mai épület keleti szárnyát) emeltetett, Pavao Jurák plébános pedig 1753-ban a két épületet egységes objektummá építtette össze, mely a mai bazilika jobb oldalán található. Pavao Gojmerec a zarándokok könnyebb gyóntatása és áldoztatása érdekében 1748-ban megkezdte a templom körüli csarnokok építését, hogy így a zarándokoknak egy zárt teret adjon. A csarnok negyvenegy árkádból állt, minden árkádban egy-egy a Besztercei Szűzanyának köszönhető csodának az ábrázolásával. A főbejárat felett északról volt egy szentély a zarándokok számára, a nyugati bejárat felett, pedig a templom homlokzata előtt az ún. Gamula a gyónók számára. A harmadik, déli bejárat a plébániaudvarra vezetett. Josip Sandor Dalski plébános 1791-ben a csodatévő Mária-szobornak új, klasszicista stílusú főoltárt állíttatott. Ez az oltár az 1880-as tűzvészt is szerencsésen átvészelte. A szábor által állíttatott fogadalmi barokk oltár sorsa ismeretlen. 

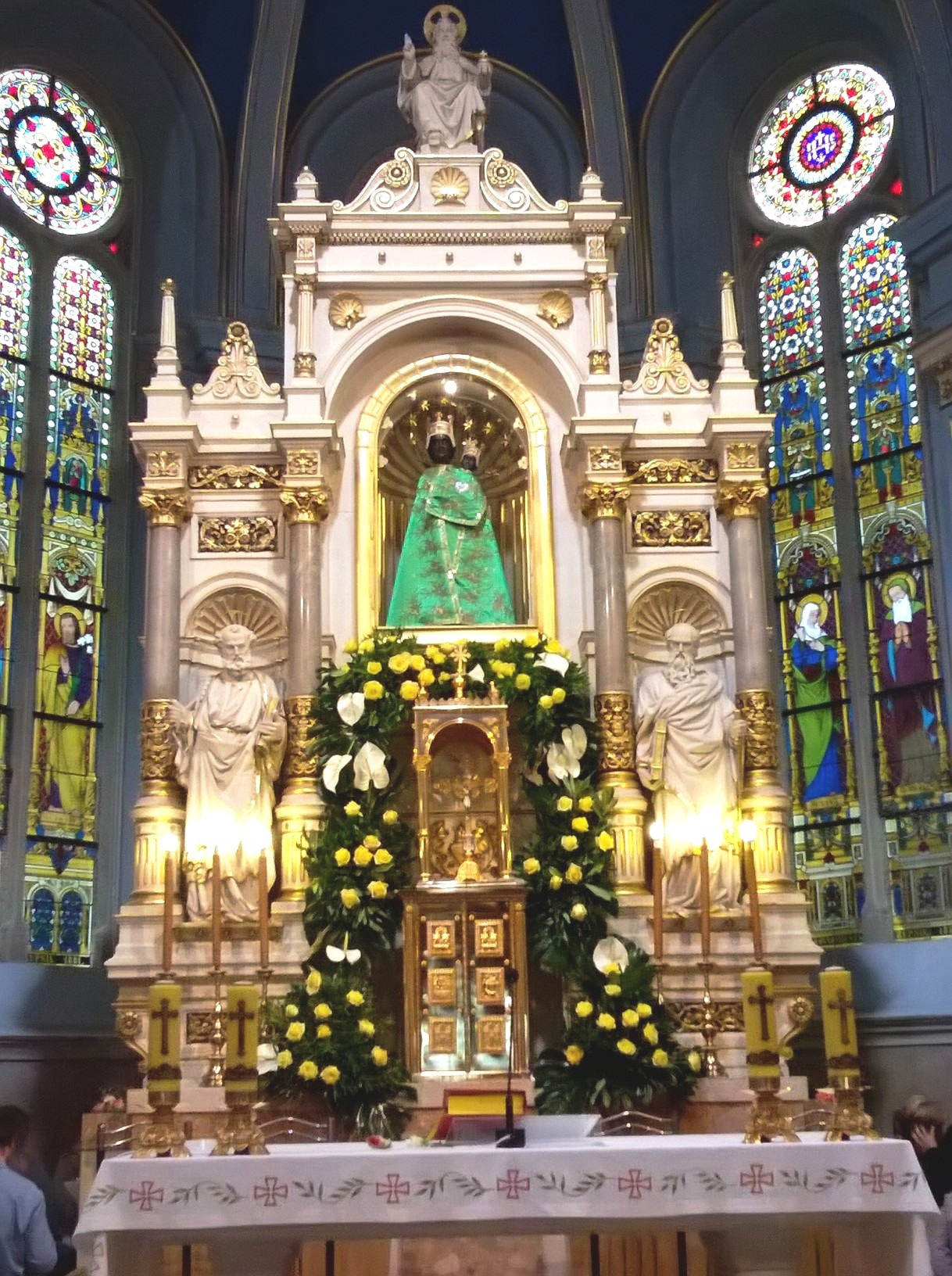
A bazilika főoltára

### A mai templom építése
A 19. század második felére a templom már szűknek bizonyult a megnövekedett számú zarándok számára, ezért egyre sürgetőbbé vált kibővítése és megújítása. Az építés előzményeként 1875-ben Juraj Zerjavić plébános és Izidor Kršnjavi miniszter megalapították a máriabesztercei szentély felújítására létrehozott bizottságot, mely a tervezők részére pályázatot írt ki. A pályázatra Benkő Károly budapesti, valamint Marija Antolec és Herman Bollé zágrábi építészek jelentkeztek. Közülük a bizottság végül Herman Bollét választotta, aki Kršnjavi plébános kérésének megfelelően saját tervei alapján a munkálatokat is vezette. A zarándokhely felújítását 1879. május 10-én kezdték el.
A felújítás során régi templomot kibővítették és megmagasították. Ugyancsak megmagasították a harangtornyot is. A templom körül új árkádokat építettek, külön termekkel a zarándok papoknak és külön a híveknek. Felépítették a Szent József és a Szent Katalin kápolnát is, neoreneszánsz stílusban. Ugyanekkor nagyobbították meg a plébániát és a hozzá tartozó gazdasági épületeket is. A szentély felújítása során, még Juraj Zerjavić plébános idejében a kegyhelyről eltávolították az összes magyar szent királyok szobrait. Végül a szentély és környezete egy magaslaton álló valóságos erődítmény látványát öltötte. Az építés ideje alatt nagy szerencsétlenség történt. 1880. augusztus 14-én, Nagyboldogasszony ünnepének előestéjén tűz ütött ki és tönkretette a templom egész belsejét. A tűztől csak a főoltár és a kegyszobor menekült meg sértetlenül. A tűzeset után, amíg a felújítás zajlott az irgalmas nővérek otthonukban őrizték a Besztercei Boldogasszony szobrát. A kegyszobornak XIII. Leó pápa gazdagon díszített, aranyozott talapzatot adományozott. Az új neoreneszánsz márvány oltárt, mely a horvát szábor ajándéka volt, 1883. június 3-án szentelte fel Mihalovics József zágrábi bíboros érsek. A szertartáson Stjepan Mihinić zlatari plébános mondta szentbeszédet. Mivel Máriabeszterce a Mária-kegyhelyek közül a legjelentősebb volt Horvátországban, Antun Bauer zágrábi püspök kérésére XI. Piusz pápa 1923. december 4-én a templomnak basilica minor rangot adományozott.

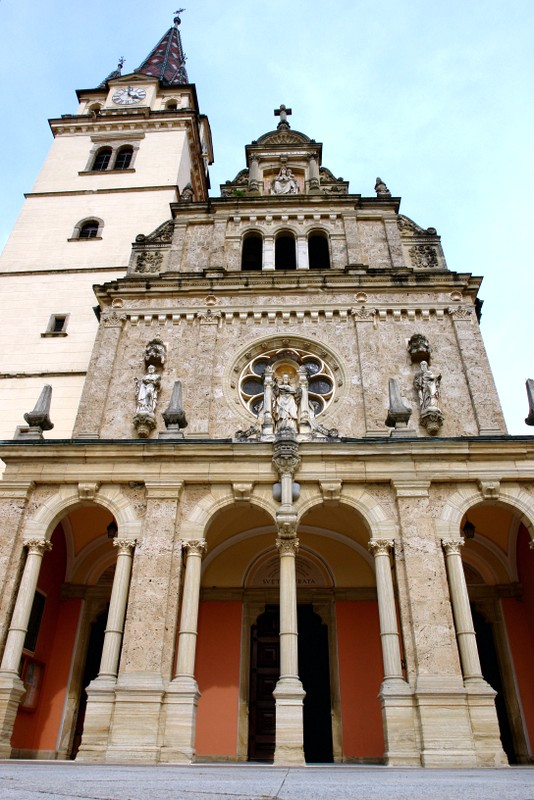
A bazilika főhomlokzata

A középkorból fennmaradt szokás szerint Szűz Mária szobrai, képeit megszentelt koronával koronázzák meg. A római Szent Péter-bazilika káptalanjának engedélyével 1935. július 7-én, a csodatevő szobor második megtalálásának 250. évfordulóján 30.000 zarándok előtt a Besztercei Szűzanya csodatevő szobrát Antun Bauer zágrábi érsek koronázta meg. A koronákat a horvát nép ajándékaként a régi horvát királyi koronák mintájára készítették el, a nagyobbikat Szűz Mária, a kisebbiket pedig a gyermek Jézus fejére helyezte. A szentbeszédet Alojzije Stepinac koadjutor érsek mondta. Ez alkalomból Zágráb városa aranykelyhet, a Horvát Rózsafüzér Társulat pedig arany rózsafüzért adományozott a kegyhelynek. Az új arany koronákat a kegyszoborra csak a zágrábi zarándoklat idején, valamint július második vasárnapján teszik fel.
1971. augusztus 15-én Máriabesztercén tartották a XIII. Nemzetközi Mária-kongresszust. Ebből az alkalomból a Horvát Püspöki Konferencia a besztercei szentélyt az egész horvát nép nemzeti Mária-kegyhelyévé nyilvánította, és a Besztercei Boldogasszony ünnepét július 13. napjában határozta meg. A szentély történetének egyik legjelentősebb napja volt 1998. október 3, amikor II. János Pál pápa meglátogatta Máriabesztercét, és boldoggá avatta Alojzije Stepinac bíborost, néhai zágrábi érseket és besztercei zarándokot. Évente ma is zarándokok százezrei érkeznek a kegyhelyre, hogy tisztelegjenek az Istenanya csodás szobra előtt.

## A bazilika freskói
A bazilika freskó-ciklusának elkészítése a második világháború idején kezdődött Stepinac érsek elképzelése szerint, aki nagy lendülettel állt a horvát nemzeti szentély rendezéséhez. A munkák Aleksandar Freudenreich építész és Krsto Hegedušić festő irányításával indultak meg. Hegedušić mellett a freskók kivitelezésében még számos festő vett részt, akik ezáltal mentesültek a háborús mozgósítás és az üldöztetés alól. Az elképzelés az volt, hogy a hajó északi falát bibliai motívumokkal festik meg, melynek témái Jézus születése, Menekülés Egyiptomba és a Golgota voltak. A háború végén azonban hirtelen abba kellett hagyni a templom festését. Ekkor az északi fal két befejezetlen freskója volt meg, Krsto Hegedušić Golgota freskójának pedig csak az előrajza készült el, festése még meg sem kezdődött. A munka csak ötvenes években (1953/1954) folytatódott, amikor Zlatko Šulentić a templom diadalívét festette, amely Mária mennybevételét ábrázolja új, modern festészeti nyelvet csempészve az egyházi térbe. A munkát csak 2007-ben folytatták Egidio Budicin és Eugen Kokot festők a korábban megkezdett freskók befejezésével. Ekkor készült el Hegedušić rajza alapján a Golgota (2008) freskója, majd Kokot önállóan festette meg Jézus születését (2009), Budicin pedig a Menekülés Egyiptomba (2009) freskóját.

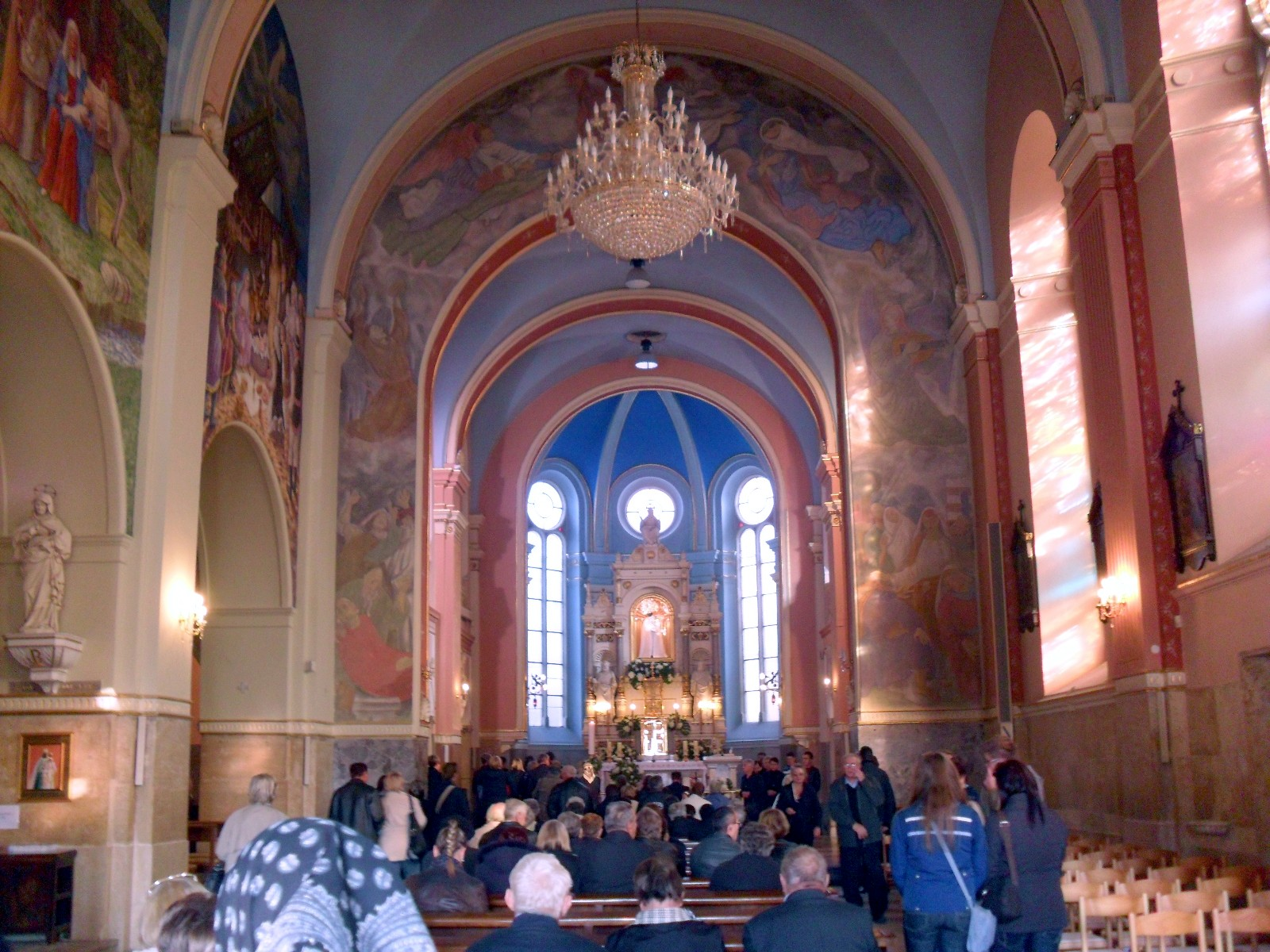
A belső tér a freskókkal

## A Kálvária
A Kálvária építésének kezdete a második világháború idejére esik. Építésének ötlete Alojzije Stepinac érsektől származik, a kegytemplom mögötti domb ugyanis szinte kínálkozott egy, a zarándokhelyhez illő kálvária létesítésére. Az építés 1941-ben indult meg, amikor létrehozták az első négy állomást: I. Pilátus halálra ítéli Jézust, II. Jézus megkapja a keresztet, III. Jézus először esik el a kereszttel és IV. Jézus találkozik az anyjával. Az említett jelenetek figurális kompozíciói nagy talapzaton, carrarai márványból vannak kifaragva, távolról élő jelenetekként hatnak. A munka az egyház üldöztetései miatt csak az 1970-es és 1980-as években folytatódhatott. A régi stációk helyreállítása után és a fennmaradó tizenegy stáció létesítése 1977-től 1990-ig tartott. Az építésről az érseki bizottság és a kegyhely plébánosa döntött, míg a művészi munka irányítását Antun Ivandijára bízták és szobrászok csoportja valósította meg, akik között ma már a kortárs horvát szobrászat neves képviselői, Ante Orlić, Marija Ujević, Stanko Jančić, Krunoslav Bošnjak, valamint Ante Starčević és Josip Poljan találhatók. A nyolcvanas évek közepén (1984) egy szökőkutat is felállítottak az Isten Anyjának szobrával, amelyet annak a térnek a közepére helyeztek, ahonnan a keresztút kiindult. A szökőkút, mint az élet és a hit szimbóluma, hamarosan a zarándokok kedvenc gyülekezőhelyévé vált.

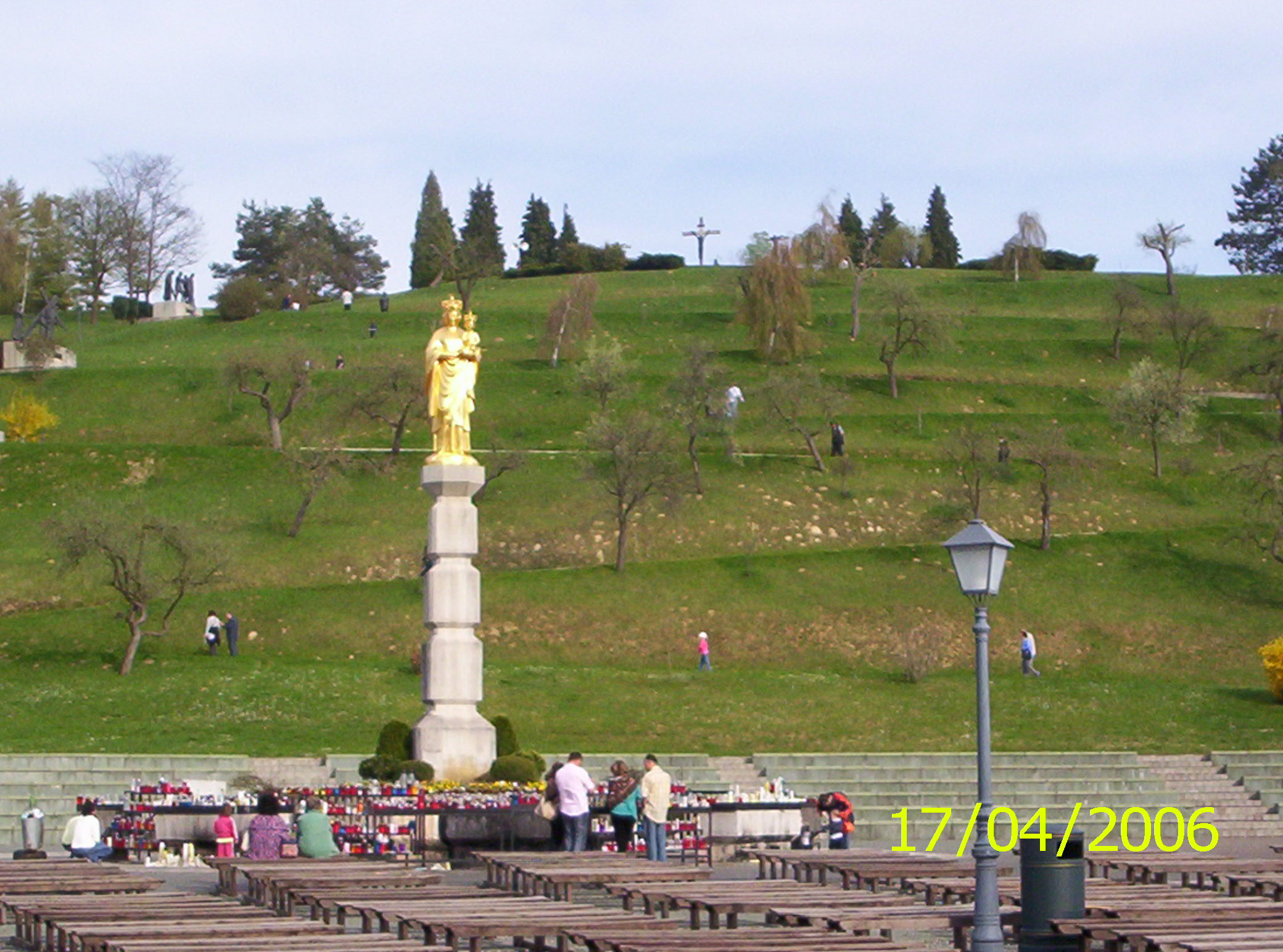
A Kálváriadomb a Boldogasszony-szoborral

## A harangláb
A kegytemplom közelében található a Besztercei harangláb. A tölgyfára emlékeztető alkotás szimbolikus ágain 23 nagy és kicsi harang található. Az alkotás a kitartást, de az emberi szabadság örömét is szimbolizálja, amely olthatatlan, és amelyre minden ember vágyik. Hangjával emlékezteti hallgatóit az élet igazi és örök értékeire, de a földi élet mulandóságára is. Építésének ötlete Zlatko Koren atyától származott, aki hasonló haranglábat látott Írországban tett utazása során. A „Zvonosvir” 2009-ben épült meg a horvát megyék és városok adományainak, valamint magánadományozók hozzájárulásának köszönhetően. A máriabesztercei szentély látogatói mindennap hallják csengő hangját.

## Galéria
- A bejárati kapu
- II. János Pál szobra
- A szabadtéri oltár
- Az árkádsor egyik festménye
- Feszület a bazilika oldalában
- A főhomlokzat
- Látkép
- Az árkádsor egyik festménye
- A cinterem a fogadalmi táblákkal
- A cinterem hátsó fala
- A kegyszobor emléktáblája
- A Boldogasszony aranyozott szobra